# Fagervik

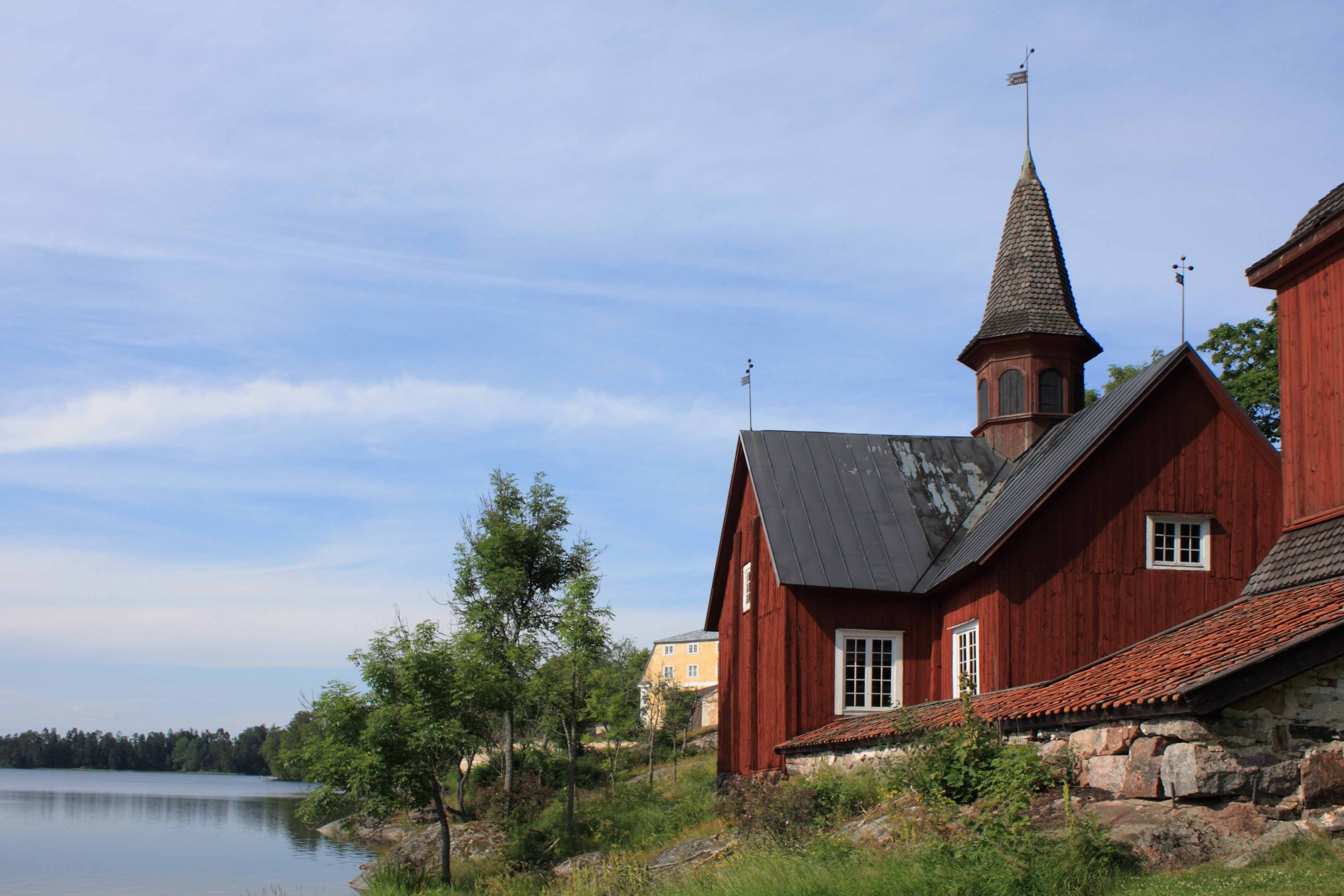
La chiesa di Fagervik

Fagervik è un villaggio e una tenuta a circa 8 km dalla località finlandese di Ingå. Dal 1646 al 1902 è stato il centro di una ferriera, la cui parte storica è rimasta intatta fino al giorno d'oggi.

## Storia
A Fagervik è presente anche una chiesa in legno del XVIII secolo circondata da case di legno, una volta usate come abitazioni dei lavoratori della ferriera.
Durante la Grande guerra del Nord, negli anni '20 del Settecento, i russi distrussero la zona, ma la fabbrica fu ricostruita chiudendo poi definitivamente i battenti nel 1902. Nel complesso, oltre alla chiesa, vi si trovano una residenza signorile privata, due fucine di maniscalchi ristrutturate e i resti di un'aranciera.